# Parque nacional de Isangano
El Parque nacional de Isangano se encuentra en la Provincia del Norte de Zambia. Cubre un área de 840 km2. Fue declarado parque nacional en 1972. Entró en declive debido a los problemas causados por los asentamientos humanos y la falta de fondos. Esto ha resultado en poca vida silvestre y caza en el parque. En julio de 2007, se tomaron medidas para abordar estos problemas.

## Geografía
El parque nacional de Isangano está ubicado en los distritos de Luwingu y Kasama de la Provincia del Norte en Zambia. Su terreno es principalmente llanura aluvial, con bosques pantanosos y pastizales. Se encuentra en los pantanos al este del lago Bangweulu, y se extiende hasta el río Chambeshi. Tiene una altitud de 1100 metros.

## Historia
El Parque Nacional Isangano era una reserva protegida desde 1957. Se le otorgó el estatus de parque nacional en 1972. El parque entró en declive después de recibir el estatus de parque nacional debido a la falta de apoyo financiero, la falta de infraestructura, la caza furtiva y los asentamientos humanos ilegales. En julio de 2007, el gobierno de Zambia comenzó a tomar medidas para desalojar a los colonos ilegales del parque en virtud de la resolución del Comité Coordinador de Desarrollo Provincial. Esto se hizo para que el parque pudiera restablecerse y reabastecerse de vida silvestre.

## Fauna silvestre
Hay poca vida silvestre en el Parque nacional Isangano y poca caza debido a los asentamientos humanos ilegales y la caza de subsistencia de quienes viven en el parque. Además de las diversas especies migratorias y aves acuáticas que se pueden encontrar en el parque, otros animales comunes que se encuentran en el parque son el lechwe negro, el reedbuck, el oribi y la sitatunga.